# Халкидики (областна единица)
 Тази статия е за административната единица.  За полуострова вижте Халкидически полуостров.  
Халкидики (на гръцки: Χαλκιδική) е ном в Северна Гърция, област Централна Македония. Заема южната част от Халкидическия полуостров. Административен център е град Полигирос. Площта на областта е 2918 km2, а населението – около 106 000 души (2005).

## Административно деление
След последните административно-териториални промени в Гърция от 2011 г. редица от старите общини (деми) бяха заличени и обединени с други. Така според последните промени област Халкидики се разделя на пет дема, както следва:
| Дем            | Седалище    |
| -------------- | ----------- |
| Аристотел      | Йерисос     |
| Касандра       | Касандрия   |
| Неа Пропонтида | Неа Мудания |
| Полигирос      | Полигирос   |
| Ситония        | Никити      |